# Aurel Șelaru
Aurel Șelaru (nascido em 15 de março de 1935) é um ex-ciclista romeno. Nos Jogos Olímpicos de Verão de 1960 em Roma, fez parte da equipe romena que terminou em sexto lugar nos 100 km contrarrelógio por equipes. Também competiu na prova de estrada individual, mas não conseguiu terminar.